# Heinrich Gontermann
Heinrich Gontermann (Siegen, 25 febbraio 1896 – La Neuville-en-Beine, 30 ottobre 1917) è stato un militare e aviatore tedesco, asso dell'aviazione della prima guerra mondiale, accreditato di 39 vittorie. Insignito l'Ordine Pour le Mérite, la più alta decorazione al valor militare assegnata all'epoca in Germania.

## Biografia
Nacque a Siegen, nel sud della Vestfalia, il 25 febbraio 1896, figlio di Heinrich (morto il 12 dicembre 1929), un imprenditore ufficiale di cavalleria della riserva. Divenuto adulto era alto, snello, pieno di vitalità, non fumava e beveva solo in rare occasioni, ed inoltre era introverso, patriottico e religioso.  Suo padre, ufficiale di cavalleria, lo spinse intraprendere la carriera militare. Dopo aver lasciato la scuola, si arruolò nel 6º Reggimento Ulani ad Hanau il 14 agosto 1914, a prima guerra mondiale già iniziata.
Solo pochi giorni dopo essere arrivato al suo reggimento, fu mandato in azione. Si fece la reputazione di essere scostante, ma durante il suo periodo con gli Ulani dimostrò capacità di comando. Rimase leggermente ferito in combattimento nel mese di settembre e fu promosso a feldwebel. All'inizio della primavera del 1915 gli fu assegnato una promozione sul campo a tenente e fu insignito della Croce di Ferro di seconda classe.
Continuò a comandare i suoi uomini fino al 1915, quando fece domanda per il trasferimento al neonata Luftstreitkräfte, il servizio aereo dell'esercito tedesco, ma nell'ottobre 1915 fu trasferito all'80º Reggimento fucilieri. Finalmente accettato per l'addestramento di pilota/osservatore e, dopo essersi brevettato all'inizio del 1916, fu assegnato al Kampfstaffel Tergnier come pilota da ricognizione volando sugli LFG Roland C.II. Più tardi in quella primavera fu assegnato al Field-Abteilung 25 dove volò sia come pilota che come osservatore sull'AGO C.I. Presentò domanda per l'addestramento all'utilizzo dei velivoli da caccia presso la Jastaschule e per il trasferimento in un'unità da combattimento. La richiesta fu accettata e l'11 novembre 1916 si unì alla Jagdstaffel 5.
Tre giorni dopo, durante la sua prima sortita di combattimento, conseguì la sua prima vittoria abbattendo un Royal Aircraft Factory F.E.2 di pattuglia sopra Morval.
La seconda vittoria arrivò il 6 marzo 1917, quando abbatté un FE.2d del No.57 Squadron RFC il giorno dopo aver ricevuto la Croce di Ferro di prima classe. Il 24 marzo divenne asso dell'aviazione conseguendo la sua quinta vittoria a spese di uno Sopwith 1½ Strutter, abbattendone un secondo il giorno successivo.
Durante l'Aprile di Sangue del 1917, ottenne 12 vittorie. L'8 aprile ottenne il suo primo successo contro un pallone da osservazione, con tutti i suoi straordinari rischi, abbattendo un pallone d'osservazione a ovest di Saint Quentin.
Ne abbatté altri 5 nel corso del mese, uno il 13 aprile a sud-est di Saint Quentin, due il 16, uno il inclusa una doppia vittoria il giorno 16, abbattendone due sopra Manancourt, e il giorno 22, altri due su Arras.
Il 26 aprile 1917 portò il suo totale di vittorie a 17, e venne promosso a Staffelführer dello Jagdstaffel 15 quattro giorni dopo, sostituendo Max Reinhold rimasto ucciso in azione.
Il 6 maggio 1917 fu insignito della Croce di Cavaliere con Spade dell'Ordine di Hohenzollern, e il 10 maggio conseguì la diciannovesima vittoria abbattendo l'asso francese Didier Lecour Grandmaison. L'11 maggio fu insignito dell'Ordine militare di Massimiliano Giuseppe del Regno di Baviera e il 17 dello stesso mese dell'Ordine Pour le Mérite.
Visto gli evidenti segni di stress nel maggio-giugno 1917 gli furono concesse quattro settimane di congedo e al suo ritorno alla Jasta, il 19 giugno, scoprì che lo Staffelführer ad interim Ernst Udet aveva richiesto il trasferimento. Sotto la guida di Udet la Jasta avevano subito tre sconfitte demoralizzanti. Per il resto del mese di giugno prese nuovamente di mira i palloni da osservazione, abbattendone uno sia il giorno 24 che il giorno 27. Conseguì due vittorie nel mese di luglio, un pallone da osservazione il giorno 16 a sud di Reims, e uno SPAD il giorno 24 a sud di Staudecken.

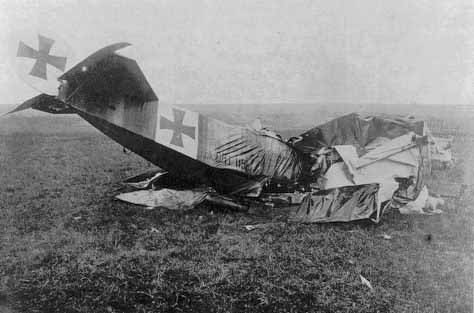
Il relitto del Fokker Dr.I 115/17 di Gontermann fotografato il 30 ottobre 1917.

Nel mese di agosto abbatté un Nieuport il 5, e due palloni ciascuno sia il 9 che il 17. Il 19 agosto colse cinque vittorie, abbattendo uno Spad al mattino, a sud-ovest di Jouly, mentre alle 19.23 distrusse un pallone d'osservazione a sud di Aisne-Tal, cui ne seguirono altri tre in altrettanti minuti. Era arrivato a 35 abbattimenti.
Nel mese di settembre abbatté altri tre aerei nemici, arrivando a 39 (21 aerei e 18 palloni) il 2 ottobre 1917. 
Il 29 ottobre decollò a bordo di un Fokker Dr.I anche se non si era ancora ripreso del tutto da un attacco di dissenteria che lo aveva colpito il giorno 17. Era ansioso di provare il suo nuovo aereo, nonostante i dubbi al riguardo. Dopo pochi minuti effettuò un'acrobazia a 700 metri di altitudine quando l'ala superiore del triplano si ruppe completamente. Il Dr.I precipitò al suolo, ed egli venne estratto vivo dal relitto, anche se con gravi ferite alla testa dopo aver sbattuto contro le culatte delle mitragliatrici. Portato all'infermeria della Jasta, si spense a causa delle ferite riportate diverse ore dopo aver subito un intervento chirurgico di emergenza. 
Gontermann fu solo uno dei tanti piloti tedeschi uccisi mentre testavano il nuovo Dr.I,  e di conseguenza, la Fokker venne accusata di costruzione scadente e si ordinò di modificare i metodi di produzione per la realizzazione dell'aereo.

### Fonti
1. 1 2 3 4 5 6 7 8 9 10 11 12  The Aerodrome.
2. 1 2 3 4 5 6 7 8 9 10 11 12 13 14 15 16 17 18  Franks, Bailey, Guest 1992, p. 116.
3. 1 2 3 4 5 6 7 8 9  Jastaboelcke.
4. ↑  VanWyngarden, Franks 2001, p. 20.
5. ↑  Pour le Merite.
6. 1 2  Guttman 2005, p. 47.
7. ↑  VanWyngarden 2011, p. 38.
8. ↑  Franks, Bailey 1993, p. 183.